# Islote Águila
Az Islote Águila (magyarul (kis) Sas-sziget) a dél-amerikai kontinens legdélebbi pontja (a szigeteket is beleértve, de figyelmen kívül hagyva a Brit tengerentúli területek részét képező Déli-Sandwich-szigeteket). A sziget a Diego Ramírez-szigetek legdélebbi tagja, mintegy 100 kilométernyire délre a Horn-foktól a Drake-átjáróban található. Megközelítőleg 800 kilométer távolságra fekszik a Déli-Shetland-szigetektől és az antarktiszi Greenwich-szigettől. Az antarktiszi szárazföld (Antarktiszi-félsziget) mintegy 950 kilométernyire van tőle.